# Liripora bicolor
Liripora bicolor är en mossdjursart som först beskrevs av William MacGillivray 1885.  Liripora bicolor ingår i släktet Liripora och familjen Diastoporidae. Inga underarter finns listade i Catalogue of Life.